# Fin de la Guerre
Die Fin de la Guerre (für „Ende des Kriegs“; auch nach ihrem spanischen oder latinisierten Namen als Fin de la Guerra bzw. Finis belli bezeichnet) war ein Kriegsschiff der Antwerper Rebellen, das bei der Belagerung von Antwerpen 1585 gegen die spanischen Angreifer im spanisch-niederländischen Krieg zum Einsatz kam.
Das Schiff besaß in der Mitte einen großen, rechteckigen Gefechtsturm, auf dem zahlreiche Kanonen und rund tausend Musketiere postiert waren. Offenbar war es zudem mit dicken Eisenplatten gepanzert. Sein Name sollte den großen Hoffnungen Ausdruck verleihen, welche die schwer bedrängten holländischen Verteidiger in ihre Konstruktion setzten, um das Blatt gegen die spanischen Belagerer zu wenden. Beim ersten Einsatz lief das über die Maßen schwere Schiff in den seichten Gewässern um Antwerpen jedoch prompt auf Grund, woraufhin es von einigen Spaniern spöttisch zu Los gastos perdidos (Die verlorenen Ausgaben) umgetauft wurde.
Nachdem ein weiterer Ausfall der Antwerpener, bei dem noch einmal alle Kräfte mobilisiert wurden, ebenfalls ohne Erfolg verlief, blieb den Rebellen im August 1585 nur noch der Weg der Kapitulation.

## Belege
1. 1 2  Juan Giménez Martín (Memento vom 26. Oktober 2009 auf WebCite)
2. ↑  Johannes Rudloff: Die Einführung der Panzerung im Kriegsschiffbau, S. 2 f.
3. ↑  Zum Autor Steven van Impe: The Librarian as a Nation Builder: Frans Hendrik Mertens (1796–1867) and the Antwerp City Library. In: Quaerendo. Bd. 42, 2012, S. 221–230, doi:10.1163/15700690-12341250.